# Ferdinand Tiemann
Johann Karl Wilhelm Ferdinand Tiemann (10 de junho de 1848 — 14 de novembro de 1899) foi um químico alemão. Conjuntamente com Karl Ludwig Reimer descobriu a reação de Reimer-Tiemann. 